# Гун, Рудольф Семёнович
Рудольф Семенович Гун (1936, Магнитогорск — 2009, Магнитогорск) — врач-хирург, заслуженный врач РСФСР (1989), отличник здравоохранения (1980), почётный гражданин г. Магнитогорска (2000), общественный деятель. Народный депутат, член Совета Республики Верховного Совета РФ (1990—1993), член фракции «Согласие ради прогреса», член Комитета по охране здоровья, социальному обеспечению и физической культуре, член Комиссии при Президенте РФ по вопросам помилования.

## Биография
Рудольф Семенович Гун родился 12 апреля 1936 года в городе Магнитогорске в семье инженера-металлурга Семена Борисовича Гуна.
Учился в магнитогорской школе номер 16, как и его брат Геннадий, которую окончил с серебряной медалью. В настоящее время активно ведутся разговоры о присвоении школе имени Рудольфа Гуна. В школьные годы увлекся шахматами и страстно любил эту игру всю жизнь. В 1960 году окончил Челябинский государственный медицинский институт. После работал сначала ординатором-хирургом, затем заведующим хирургическим отделением Магнитогорского городского онкологического диспансера (1960—1968), заведующим 1-м хирургическим отделением, ведущим хирургом Магнитогорской городской больницы № 1 им. Г. И. Дробышева (1971—1988), главным хирургом г. Магнитогорска (1988—1990). Первым в г. Магнитогорске освоил органосохраняющие операции на желудке при язвенной болезни, произвел экстирпацию пищевода и резекцию языка при раке этих органов. 1990 году стал Народным депутатом. Рудольф Семенович вместе с писателями Анатолием Приставкиным, Фазилем Искандером, поэтом-бардом Булатом Окуджавой входил в состав комиссии по вопросам помилования при Президенте РФ (1991—1994). Был одним из организаторов и членом правления международного движения «Врачи против насилия и войн».
Умер 12 апреля 2009 года. Похоронен на Правобережном кладбище рядом с сыном Борисом.
В 2010 году на здании хирургического отделения городской больницы № 1 города Магнитогорска была открыта мемориальная доска в честь Рудольфа Гуна. В том же 2010 году вышел в свет сборник воспоминаний друзей и знакомых Гуна — «Рудольф Гун — врач, политик, человек».